# Juan Mina
Juan José Mina González (Cali, 27 luglio 2004) è un calciatore colombiano, difensore dell'Estrela Amadora in prestito dai N.Y. Red Bulls.

## Carriera

### Club
Cresciuto nel settore giovanile del Deportivo Cali, debutta in prima squadra il 7 maggio 2022, in occasione dell'incontro di Categoría Primera A pareggiato per 1-1 contro il Santa Fe.

### Nazionale
Nel 2022 ha preso parte al Torneo di Tolone con la nazionale colombiana Under-19. L'anno successivo è stato convocato per il campionato sudamericano Under-20.

## Statistiche

### Presenze e reti nei club
Statistiche aggiornate al 7 gennaio 2023.
| Stagione        | Squadra         | Campionato      | Campionato | Campionato | Coppe nazionali | Coppe nazionali | Coppe nazionali | Coppe continentali | Coppe continentali | Coppe continentali | Altre coppe | Altre coppe | Altre coppe | Totale | Totale |
| Stagione        | Squadra         | Comp            | Pres       | Reti       | Comp            | Pres            | Reti            | Comp               | Pres               | Reti               | Comp        | Pres        | Reti        | Pres   | Reti   |
| --------------- | --------------- | --------------- | ---------- | ---------- | --------------- | --------------- | --------------- | ------------------ | ------------------ | ------------------ | ----------- | ----------- | ----------- | ------ | ------ |
| 2022            | Deportivo Cali  | A               | 15         | 0          | CC              | 0               | 0               | CL+CS              | 1+2                | 0                  | SC          | 0           | 0           | 18     | 0      |
| Totale carriera | Totale carriera | Totale carriera | 15         | 0          |                 | 0               | 0               |                    | 3                  | 0                  |             | 0           | 0           | 18     | 0      |